# Recaredo II
Recaredo II foi Rei dos Visigodos em 621, sucedendo a seu pai Sisebuto. Era uma criança de tenra idade.
A sua oportuna morte, provavelmente violenta, poucos dias ou semanas passados da sua subida ao trono, proporcionou a subida ao trono de um nobre, Suíntila que se destacara nas lutas contra os runcões (612) e contra os Bizantinos (614-615).